# Zugrundeliegende Form
Die zugrundeliegende Form bezeichnet in der Phonologie die phonologische Form eines Lexems, wie sie vor der Anwendung einer phonologischen Regel besteht. Die Morphophonologie nimmt an, dass stets eine zugrundeliegende Form existiert, aus welcher nach Anwendung allgemeiner phonologischer Regeln die lexikalischen Alternationen generiert werden.

## Beispiel
- Für das deutsche Wort Hauses (Genitiv von Haus) gilt als zugrundeliegende Form /haʊz/.
- Bei der Lemmatisierung wird manchmal die Flexionsendung des letzten Elements der zugrundeliegenden Form angehängt wie bei AGen für Aktiengesellschaften

Siehe auch: Metaphysik (Aristoteles), Allomorph